# 耶弗尔
耶弗尔（德語：Jever，發音：[ˈjeːfɐ] ⓘ）是德国下萨克森州弗里斯兰县的城市，也是弗里斯兰县的县治，面积42.13平方千米，2023年12月31日人口为14,913人。